# Ahuachapán
Ahuachapán är en stad i El Salvador, och huvudort i departementet Ahuachapán.